# Aubergenville
Aubergenville è un comune francese di 12 317 abitanti situato nel dipartimento degli Yvelines nella regione dell'Île-de-France.

## Storia

### Simboli
Lo stemma comunale è stato adottato nel 1974.

## Società

### Evoluzione demografica

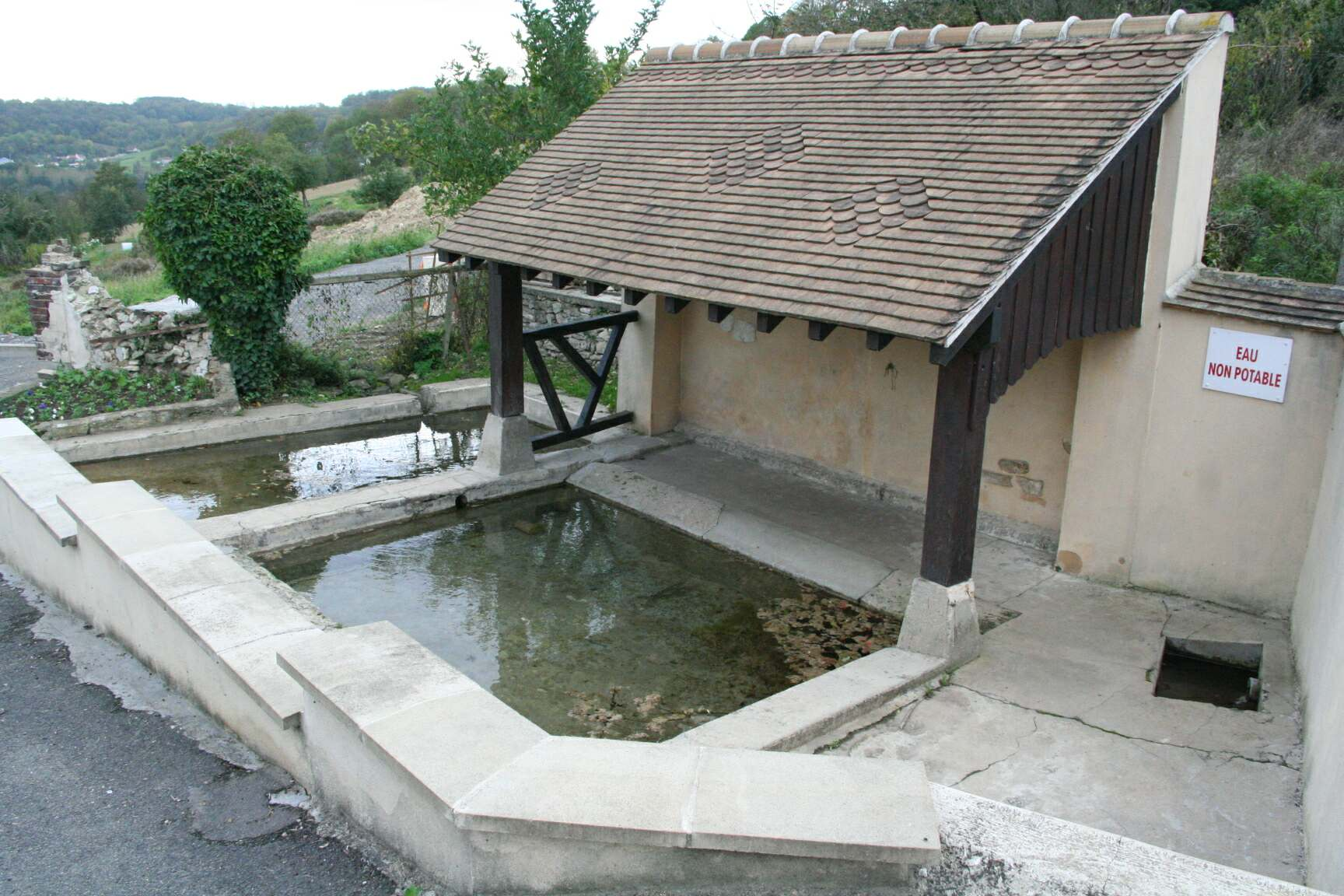
Il lavatoio

Abitanti censiti